# Omar al-Aroub
Omar al-Aroub, ou Omar Aroub (en arabe : عمر العاروب), né le 24 février 1979 à Atareb, dans le gouvernorat d'Alep, est un milicien et dirigeant sportif syrien. Commandant adjoint des Brigades du Baas, une milice pro-Assad créée en 2012, il est accusé de crimes de guerre, notamment d'avoir dirigé des actions de répression incluant l'assassinat d'étudiants à Alep en 2012, lors du soulèvement révolutionnaire.
Il est également vice-président de la Fédération générale des sports et membre du Comité olympique syrien. L'annonce de sa venue à Paris pour les Jeux olympiques d'été de 2024 est dénoncée par les ONG syriennes de défense des droits de l'homme, avant que le CIO n'annule sa participation.

## Biographie
Omar al-Aroub est titulaire d'un diplôme en éducation et en psychologie. Il est proche de Bachar el-Assad. 
Il est membre de la direction puis président de la branche locale de l'Union nationale des étudiants de 2000 à 2010, avant de devenir chef de l'Union nationale syrienne du bureau du travail volontaire jusqu'en 2019. Selon le SNHR, il s'agit d'une entité étroitement liée à différents services de sécurité et impliquée dans des dizaines de violations graves des droits humains notamment la répression des manifestations étudiantes contre le régime syrien, ainsi que « la persécution et l’arrestation de milliers d’étudiants universitaires, dont un grand nombre ont été soumis à la torture et à des disparitions forcées de manière généralisée et systématique ». Selon le témoignage d'opposants en exil, cette fonction permet à Omar al-Aroub, de nouer des relations privilégiées avec le régime, les chefs de file du parti, et les services de renseignement. Les locaux de l'Union des étudiants dans les universités du pays ont été utilisés comme centres de détention et de torture pendant la Révolution syrienne.  
Omar al-Aroub est vice-président de la Fédération générale des sports, adjoint de Firas Mualla, depuis février 2020. 

## Accusations de crimes
Selon plusieurs témoignages confiés au Centre syrien pour les médias et la liberté d’expression, Omar al-Aroub prend une part active à la répression des opposants pacifiques au régime.
Ahmad Mansour, ancien chef du corps administratif de la Faculté de médecine dentaire à Alep, témoigne qu'Omar al-Aroub recrute des étudiants pour réprimer les contestations, et fournit des armes à ces étudiants et aux membres du personnel.
Omar al-Aroub est accusé d'avoir ordonné l'assassinat d'étudiants et étudiantes opposés au régime de Bachar el-Assad à l'université d'Alep en 2011 et 2012. Lors d'une réunion de la direction de l'université en 2011, il a, selon Ahmad Mansour, donné l'ordre de « jeter toutes les étudiantes opposées au régime depuis la fenêtre du quatrième étage » de leur résidence universitaire. Des étudiants et étudiantes ont effectivement été défenestrés lors de la répression des manifestations en 2011.
En 2024, un rapport d'enquête du Syrian British Consortium basé sur 20 témoignages comprenant d'anciens étudiants et enseignants de l'université d'Alep, y compris des membres du National Union of Syrian Students (NUSS), confirme les faits et établit sa participation et supervision de crimes commis à l'encontre des étudiants, y compris de la torture, notamment via le recrutement, l'armement et l'incitation d'étudiants à commettre des crimes,,.

## Visites à l'international
En 2020, il se rend au Japon dans le cadre des Jeux paralympiques.
En août 2023, sa venue en France en tant que représentant du comité national paralympique syrien, dans le cadre de la préparation des Jeux paralympiques 2024 fait polémique. Les autorités françaises expliquent l'obtention de son visa par le fait que seul le supérieur d'Omar al-Aroub au sein des Brigades du Baas était placé sous sanctions,.
En 2024, alors que sa venue à Paris est annoncée dans le cadre de la sélection syrienne pour les Jeux olympiques, des militants, réfugiés, organisations de la société civile et parents d'étudiant torturé à mort par les services d'Omar Aroub se mobilisent pour demander aux autorités françaises, aux organisateurs des Jeux olympiques et à Thomas Bach, président du Comité international olympique, de refuser de recevoir un criminel de guerre en France. La venue d'Omar Aroub fait également craindre aux militants qu'une telle venue ne soit instrumentalisée par des gouvernements cherchant à renvoyer les réfugiés syriens en Syrie malgré les risques encourus en cas de retour,,,,.
Après la publication du rapport du Syrian British Consortium, d'articles et reportages de presse relayant des témoignages de victimes, et de pétitions d'organisations civiles, sa participation à la délégation olympique est annulée. Les pressions de la société syrienne civile, dont l'ONG The Syria Campaign, poussent le Comité international olympique à refuser la présence d'Omar Aroub aux Jeux olympiques de Paris,,.